# 種松山
種松山（たねまつやま）は岡山県倉敷市に位置する山である。標高258m。

## 概要
岡山県内に13ある一等三角点の山の1つである。倉敷市街地の南に位置し、倉敷地域と水島地域を分けている。山頂には種松山山頂公園が、そして山頂から南西側へ約1km離れた場所には1990年に開設された種松山公園西園地があり、梅、桜、ツツジ、薔薇などの花が四季を通して咲いている。また、地元の小中学校の生徒が遠足でよくこの山を訪れる。
倉敷市では鷲羽山スカイラインと並ぶ夜景ドライブスポットであり、水島コンビナートや水島市街、倉敷市街の夜景を楽しむことができる。なお、登山道は岡山の違法競走型暴走族の出没スポットになっている。
藤戸の戦いが行われた当時は瀬戸内海に浮かぶ島であり、平家はこの山から藤戸にかけての山裾に陣を構えていた。

## 施設
- 種松山山頂公園
- 種松山公園西園地
- 種松山野草園
- 倉敷市中央斎場
- 倉敷市中央公園墓地

## 放送送信所
山頂のNTTコミュニケーションズ種松山無線中継所内には、コミュニティ放送「エフエムくらしき」の放送設備が設置されており市内全域をカバーしている。児島地域には電波が届きにくいため中継局を設置している。
| 放送局名                             | コールサイン | 周波数  | 空中線電力 | ERP | 放送対象地域 | 放送区域内世帯数 | 開局年月日     |
| ------------------------------------ | ------------ | ------- | ---------- | --- | ------------ | ---------------- | -------------- |
| エフエムくらしき                     | JOZZ8AC-FM   | 82.8MHz | 20W        | 29W | 倉敷市他     | -                | 1996年12月24日 |
| ※児島局の出力は10W、ERPは10.5Wである |              |         |            |     |              |                  |                |

## 周辺
- 瀬戸中央自動車道 水島IC
- 水島緑地福田公園